# الموسوعة الفارسية

الموسوعة الفارسية أو مايطلق عليها باللغة الفارسية : دانشنامه فارسی أو عنوانه الرئیسی: دائرة المعارف فارسی، هي واحدة من أكثر الموسوعات شمولا ورسمية من بين ماكتب بالفارسية من موسوعات . تتكون الموسوعة من مجلدين نشرت فعليا على ثلاث مجلدات .
إعتمدت الموسوعة بشكل جزئي على طبعات الأعوام 1953 ، 1960 ، 1968 من موسوعة كولومبيا فاينكنج ديسك . نشرت في البدء تحت إشراف السيد / غلام حسين مصاحب الذي بدأ الشروع في المشروع عام 1955 في مكتب برامج فرانكلين للكتب بالعاصمة الإيرانية طهران. ترك مصاحب المشروع بعد نشر المجلد الأول الذي يغطى الكلمات التي تبدأ بحرف الألف حتى حرف السين في عام 1966 .
نشر المجلد الثاني فعليا على شكل جزءين ، مما حدا بالموسوعة أن تصبح ماديا مكونة من ثلاث مجلدات ، الجزء الأول من المجلد الثاني الذي يغطى الكلمات التي تبدأ بالحروف شين وحتى اللام قد نشر في عام 1978 . قرابة العشر سنوات لاحقا لنشر المجلد الأول وقد أشرف عليه ريزا أغاسا.
اندلاع الثورة في إيران عام 1979 ، وفاة مصاحب في نفس العام ، وإستيلاء الحكومة على ممتلكات مكتب فرانكلين بطهران كلها مجتمعة قد أخرت صدور أي طبعات أخرى .
الجزء الثاني من المجلد الثاني الذي يغطى الكلمات البادئة بالحروف ميم إلى الياء نشر بمعرفة الناشر أمير كبير عام 1996 ، ثمانية عشر عاما بعد نشر الجزء الأول من المجلد الثاني . تتكون الموسوعة من 3385 صفحة ولسوء الحظ فإن عدد الكلمات المفتاحية ومدخلات البحث في الموسوعة ليس مذكورا . تم إعادة طبع الأجزاء الثلاث للموسوعة بتعديلات طفيفة على النص الأصلى بمعرفة أمير كبير في عام 2002 .